# حسون ذو عرف أسود

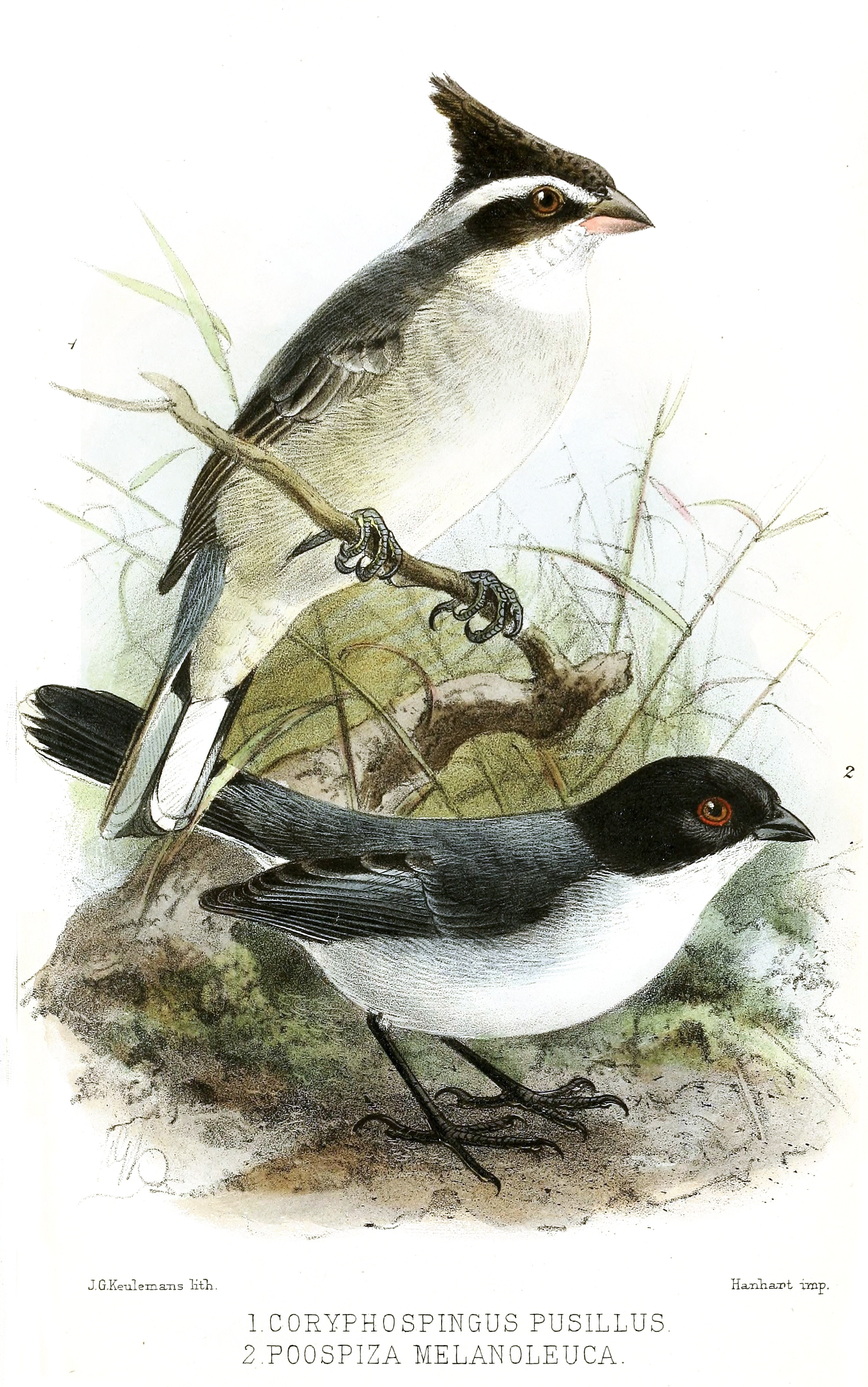

حسون ذو عرف أسود (الاسم العلمي: Lophospingus pusillus) (بالإنجليزية: Black-crested Finch)‏، هو طائر ينتمي إلى (فصيلة: Estrildidae).